# Doris Machin
Doris Machin (nascida em 7 de fevereiro de 1967 em Nova Jérsia, Estados Unidos) é uma cantora, compositora de música cristã, conferencista e pastora. Em 1999 fundou o centro de música e ministerial Glory Worship Institute  na Flórida.

## Biografia
Doris Machin nasceu e cresceu em West New York, um pequeno povoamento de Nova Jérsia, num lar cubano composto pelos seus pais e três irmãos. Na escola superior estudou música coral por quatro anos. Ao finalizar, iniciou uma carreira em direito mas, antes de concluir no primeiro ano, decidiu deixar os estudos e uniu-se ao seu pai no negócio da família.
A sua vez, em 1988 começou a cantar e a tocar o teclado na igreja Misioneira Pregadores de Justiça, em Newark, Nova Jérsia. Tempo depois passou a dirigir o grupo de louvor dessa comunidade.
Aos 28 anos transladou-se à cidade de Miami junto a seus pais e incorporou-se à igreja Pregadores de Justiça, na cidade de Hialeah. Ao tempo, passou a ser parte da igreja O Rei Jesus, onde foi ordenada como Ministro.

### Carreira e discografía
Em 1990, Doris Machin gravou o seu primeiro projecto "Entregada a Cristo", com o que começou uma organização chamada Ministério Nova Canção (New Song Ministries, Inc.). Dois anos depois (1992), lançou "Mais Que Vencedor". Em 1996, com o selo Vida Music, lançou "Tua Palavra Guardarei", disco que foi gravado ao vivo desde a cidade de Bayamón, Porto Rico. Ao ano seguinte (1997), Vida Music produziu o seu quarto disco "Graça e Misericordia", que incluía as canções “Te Preciso”, “Ontem à noite Sonhei” e “O Que Ama Minha Alma”, entre outras.
Paralelamente à sua carreira como cantora, em 1999 fundou Glory Worship Institute, um centro de formação musical e ministerial no sul de Flórida que brinda capacitação no aspecto técnico musical e também na área espiritual. Nesse ano criou também Glory Music Group, Inc., selo com o que vários grupos musicais (como Blest, La Hormiga, 20/20, Shanna e Poll, entre outros) se deram a conhecer. Através de seu próprio selo lançou, em 1999, “Nova Criatura” e, em 2002, “Queremos Tua Glória”, disco que foi gravado ao vivo no Ministério O Rei Jesus na cidade de Miami, EUA.
No ano 2004 Doris deu início a uma nova etapa da sua vida como pastora do Tabernáculo de Adoração em Miami. Em 2005 saiu à venda seu disco “Olha-me” e, em 2006, nasceu “A Sozinhas Contigo”. Além destes, em 2007 publicou o seu primeiro livro, “Adoración Apostólica” onde se desenvolvem conceitos baseados em experiências relatadas na Biblia.
Depois de vários anos sem lançamento, em 2014 editou seu último disco "A Onda do espírito".
Durante os seus 25 anos de carreira Doris Machin tem cantado ante diferentes audiências dos Estados Unidos, Europa, América Latina e o Caraíbas.

### Discografia
- (1990) "Entregada a Cristo"
- (1992) "Mais Que Vencedor"
- (1996) "Tua Palavra Guardarei"
- (1997) "Graça e Misericordia"
- (1999) “Nova Criatura”
- (2002) “Queremos Tua Glória (Ao vivo)”
- (2005) “Olha-me”
- (2006) “A Sozinhas Contigo”
- (2014) "A Onda do espírito"

## Prêmios e nomeações
Em 1994 foi premiada como Cantora Feminina do Ano e Ministério Internacional nos prêmios “O Elyon”, onde também, o projecto Mais Que Vencedor foi nomeada na categoria de Disco do Ano. Também tem estado nomeada nos Prêmios; “Tua música” de Porto Rico e nos Grammys.
No ano de 2004 foi nomeada a “Prêmios A Conquista”, na Califórnia e ganhou como Melhor Álbum Vocal Feminino nos “Prêmios Harpa”, México. Em 2014 também foi nomeada aos Prêmios Harpa, na mesma categoria.